# 塔特勒斯維爾 (阿拉巴馬州)
塔特勒斯維爾（英語：Tattlersville）是一個位於美國阿拉巴馬州克拉克縣的非建制地區。該地的面積和人口皆未知。

## 地理
塔特勒斯維爾的座標為31°42′46″N 88°03′23″W / 31.71277°N 88.05638°W，而該地最高點為海拔高度56米（即184英尺）。